# Hierve
Hierve (en inglés, Boiling Point) es una película dramática británica de 2021 dirigida por Philip Barantini y protagonizada por Stephen Graham. Es una película de un solo plano ambientada en la cocina de un restaurante. Es una expansión de un cortometraje de 2019 del mismo nombre, también dirigido por Barantini y protagonizado por Graham. Originalmente se planeó grabar ocho tomas de la película, pero solo fue posible filmar la mitad de ellas antes de que se finalizara el rodaje a causa de los cierres causados debido al COVID. En la noche más concurrida del año en uno de los restaurantes más populares de Londres, el carismático y autoritario jefe de cocina Andy Jones (Graham) atraviesa varias crisis personales y profesionales que amenazan con destruir todo por lo que ha trabajado. Una visita sorpresa de un inspector de salud y seguridad lleva al personal al límite a medida que el restaurante se llena de comensales. Jones hace todo lo posible para disipar las tensiones entre la gerencia y los empleados mientras atiende las ridículas pretensiones de los clientes.
La película se estrenó en el 55.º Festival Internacional de Cine de Karlovy Vary el 23 de agosto de 2021. Llegó a los cines del Reino Unido el 7 de enero de 2022. La película fue recibida con elogios de la crítica. En la 75.ª edición de los Premios BAFTA, la película recibió cuatro nominaciones: mejor película británica, mejor director, guionista o productor británico novel (para el guionista James Cummings y la productora Hester Ruoff), mejor actor (Graham) y mejor casting (Carolyn McLeod). En los British Independent Film Awards de 2021, Hierve fue nominada a once premios y ganó cuatro, incluyendo mejor actriz de reparto para Vinette Robinson, mejor reparto, mejor fotografía y mejor sonido.
En octubre de 2023, se transmitió a través de BBC One la serie de televisión del mismo nombre como secuela del filme. Graham, Robinson y Walters retomaron sus papeles, mientras que Philip Barantini y James Cummings regresaron como director y guionista respectivamente.

## Trama
Andy Jones es el jefe de cocina de Jones & Sons, un restaurante de lujo en Londres. Andy se avergüenza al saber que su restaurante ha sido degradado de una calificación de salud y seguridad de cinco estrellas a tres estrellas luego de una inspección. Después de que el inspector se va, Andy reprende al personal de cocina por su falta de minuciosidad. La maître Beth tiene una breve reunión para discutir el exceso de reservas para el servicio de la noche. También menciona que tienen una propuesta de matrimonio en una mesa y una reserva para el famoso chef Alastair Skye, para quien Andy trabajó anteriormente, además de su invitada de la noche, una conocida crítica gastronómica.
Durante el servicio de la cena, el conflicto comienza a gestarse en la cocina y en las mesas. Beth incomoda al personal de la cocina, una camarera es tratada con hostilidad por un invitado agresivo, se revela que un joven pastelero se autolesiona, una integrante de la cocina embarazada discute con un compañero de trabajo perezoso e irrespetuoso, y la nueva chef Camille, que es de Francia, lucha con la barrera del idioma. La tensión crece hasta que Beth le exige a la ya estresada chef Carly que haga platos fuera del menú para apaciguar a los invitados "influyentes"; Carly finalmente pierde la paciencia y le dice que le está fallando al restaurante con su falta de habilidad. Beth se retira al baño llorando y le admite a su padre por teléfono que no cree que el trabajo sea adecuado para ella. Andy sirve la mesa de Alastair, donde Alistair revela que Andy le debe 200 000 libras y quiere el pago total para cubrir sus pérdidas. Andy explica que no tiene dinero para devolverle. Alistair se ofrece a trabajar juntos nuevamente y dividir con él el 30 % de la propiedad del restaurante de Andy.
Luego, las cosas empeoran cuando un invitado sufre una reacción alérgica grave, que Camille había causado sin darse cuenta. Aprovechando la situación, Alastair le informa a Andy que Carly debería asumir la responsabilidad o, de lo contrario, el restaurante y su posible asociación fracasarán. Después de que una ambulancia recoge al cliente, el personal de la cocina y Beth se reúnen en la parte trasera de la cocina para determinar la causa de la reacción alérgica. Llegan a la conclusión de que, de hecho, fue culpa de Andy que la comida estuviera contaminada; antes le había dicho a Camille que usara una botella que contenía aceite de nuez para la guarnición. Esto culmina con uno de los chefs, Freeman, criticando a Andy por sus constantes retrasos y errores, así como por su alcoholismo desenfrenado. Casi se produce una pelea entre Andy y Freeman, pero Carly la evita.
El personal regresa al trabajo y Andy luego le revela a Carly que Alastair quería que él le echara la culpa a ella, lo que lleva a Carly a renunciar. Andy va a su oficina, donde bebe vodka y aspira un polvo blanco (que puede ser heroína o cocaína). Llama a su exesposa y le pide que le diga a su hijo que lo ama y que irá a rehabilitación. Después de terminar la llamada, Andy se deshace de las drogas y el alcohol y comienza a regresar a la cocina antes de colapsar. Las voces del personal se pueden escuchar llamando su nombre.

## Reparto
- Stephen Graham - Andy Jones
- Vinette Robinson - Carly
- Alice Feetham - Beth
- Hannah Walters - Emily
- Malachi Kirby - Tony
- Izuka Hoyle - Camille
- Taz Skylar - Billy
- Lauryn Ajufo - Andrea
- Jason Flemyng - Alastair Skye
- Ray Panthaki - Freeman
- Lourdes Faberes - Sara Southworth

## Recepción

### Taquilla
En el Reino Unido, la película recaudó 107 525 dólares en cincuenta y tres salas de cine en su primer fin de semana. La película recaudó 1 142 493 dólares en todo el mundo.

### Crítica
En el sitio web agregador de reseñas Rotten Tomatoes, el 99 % de las 81 reseñas son positivas, con una calificación promedio de 7,6 sobre 10.
Glenn Kenny de The New York Times señaló con respecto a la naturaleza de una sola toma de la película que «cuando la cámara sigue a un trabajador del restaurante que saca la basura, el espectador sabe que no lo están sacando de la acción central solo para observar la mano de obra, hay un punto de la trama que marcar».